# ヴァル・ファジュル作戦
ヴァル・ファジュル作戦（ヴァル・ファジュルさくせん）は、イラン・イラク戦争中、イラン軍による1983年以降の国境地帯をめぐる一連の攻勢作戦をいう。作戦名はホメイニー師帰国記念日（2月1日）から革命記念日（2月11日）の間に発動され、クルアーンの一節、89章アル・ファジュル（暁、夜明け）にちなんだものである。

## 概要
ラマダン作戦、イブン・アキール作戦、モハラム作戦の各作戦はほぼ一ヶ月おきに発動され、北部、中部、南部戦線で実質的にバラバラに攻勢に出る格好となっていた。当然、戦果は芳しくなく、損害も累積するばかりであった。このような状況を打開すべく、イラン軍統合参謀本部では新たな攻勢作戦が立案された。それは、逆にイラクを消耗戦に引きずり込み、好機を捉え決戦に持ち込むことを目的とした彼我の人的資源差を惜しみなく活用した遠大な作戦であった。

## 作戦
都合、17回に渡って実施された。
1. 第1次ヴァル・ファジュル作戦 - （1983年2月6日〜、南部戦線マイサーン県）
2. 第1次ヴァル・ファジュル作戦第2波 - （1983年4月10日〜、南部戦線マイサーン県）
3. 第2次ヴァル・ファジュル作戦 - （1983年7月23日〜、北部戦線クルディスタン地域）
4. 第3次ヴァル・ファジュル作戦 - （1983年7月30日〜、中部戦線イーラーム州メヘラーン）
5. 第3次ヴァル・ファジュル作戦第2波 - （1983年8月8日〜、中部戦線メヘラーン）
6. 第4次ヴァル・ファジュル作戦 - （1983年10月20日〜、北部戦線クルディスタン地域）
7. 第4次ヴァル・ファジュル作戦第2波 - （1983年10月23日〜、北部戦線クルディスタン地域）
8. 第4次ヴァル・ファジュル作戦第3波 - （1983年11月3日〜、北部戦線クルディスタン地域）
9. 第4次ヴァル・ファジュル作戦第4波 - （1983年11月19日〜、北部戦線クルディスタン地域）
10. バフダト（統一）作戦 - （1983年12月29日〜、北部戦線）
11. 神の解放作戦第2波 - （1984年2月上旬〜、北部戦線）
12. 第5次ヴァル・ファジュル作戦 - （1984年2月15日〜、中部戦線メヘラーン・南部戦線マイサーン県）
13. 第6次ヴァル・ファジュル作戦 - （1984年2月21日〜、中部戦線メヘラーン・南部戦線マイサーン県）
14. ヘイバル作戦（第6次作戦の助攻） - （1984年2月22日〜、中部戦線メヘラーン・南部戦線マイサーン県）
15. バドル作戦（第7次ヴァル・ファジュル作戦） - （1985年3月11日〜、南部戦線マイサーン県）
16. 第1次アル＝ファオの戦い（第8次ヴァル・ファジュル作戦） - （1986年2月9日〜、南部戦線バスラ県）
17. 第9次ヴァル・ファジュル作戦 - （1986年2月24日〜、北部戦線スレイマニヤ県）

## 戦闘の特徴
イラン軍は、イラク軍防御陣の間隙や配備の手薄な地域を狙って攻撃を開始し、革命防衛隊による狂信的波状攻撃をもって小規模陣地を蹂躙した。イラク軍はその都度救援部隊を派遣せねばならず、汲々としていた。やがて、イラン軍の攻撃パターンが解析されると戦略機動部隊（主に共和国防衛隊）を火消しに投入、イランの攻撃は早期に停滞することとなった。更に隙の無い防衛線を築くこととなりイラク軍は常に高負担な動員を強要され続けた。
全般状況として、十万人規模での激突が減少し、数個師団や旅団単位での衝突が主となり、両軍延々と消耗戦が繰り広げられることとなる。

## その後
両軍消耗戦に陥っていたが、それでも内線作戦の利を活かしたイラク軍に分があり、機甲部隊の迅速な展開はイラク軍第1線の崩壊を発生させず、終始イラク軍は優勢を保持しえた。
イランは人的資源が豊富な点を生かし人海戦術に打って出たが、やがて自己の見積もり程度の戦果を上げること叶わず、10万人を越える損害の前に攻勢作戦は先細りとなってゆく。